# Vertikaler Doppelstrich
Der vertikale Doppelstrich, ist ein Schriftzeichen mit mehreren Bedeutungen und deshalb im Unicodestandard an mehreren Stellen kodiert, um z. B. verschiedene Glyphen zuordnen zu können.
| Unicodeblock                                   | Unicodenummer | Zeichen (400 %) | Kategorie                               | Bidirektionale Klasse       | Offizielle Bezeichnung                   | Beschreibung                                                                                                  |
| ---------------------------------------------- | ------------- | --------------- | --------------------------------------- | --------------------------- | ---------------------------------------- | --- |
| Allgemeine Interpunktion                       | U+2016 (8214) | ‖               | andere Interpunktion                    | anderes neutrales Zeichen   | DOUBLE VERTICAL LINE                     | Doppelte vertikale Linie                                                                                      |
| Lateinisch, erweitert-B                        | U+01C1 (449)  | ǁ               | anderer Buchstabe, Silbe oder Ideogramm | links nach rechts           | LATIN LETTER LATERAL CLICK               | Lateinischer Buchstabe lateraler alveolarer Klick, ein Zeichen im Internationalen Phonetischen Alphabet (IPA) |
| Kombinierende diakritische Zeichen für Symbole | U+20E6 (8422) | ⃦                | Markierung ohne Extrabreite             | Markierung ohne Extrabreite | COMBINING DOUBLE VERTICAL STROKE OVERLAY | Kombinierender umschließender vertikaler Doppelstrich                                                         |
| Mathematische Operatoren                       | U+2225 (8741) | ∥               | mathematisches Symbol                   | anderes neutrales Zeichen   | PARALLEL TO                              | Mathematisches Zeichen: „Parallel zu“                                                                         |
| Rahmenzeichnung                                | U+2551 (9553) | ║               | anderes Symbol                          | anderes neutrales Zeichen   | BOX DRAWINGS DOUBLE VERTICAL             | Rahmenelement doppelt oben-unten                                                                              |